# Scansano
Scansàno è un comune italiano di 4 346 abitanti della provincia di Grosseto in Toscana.
Il comune è noto per aver conferito la denominazione al Morellino di Scansano, vino rosso DOCG prodotto nella zona.

## Geografia fisica

### Territorio
Il territorio comunale si estende nella Maremma Grossetana su una superficie superiore ai 270 km², all'estremità nord-occidentale delle colline dell'Albegna e del Fiora, sconfinando in alcune località lungo il versante della valle dell'Ombrone. Confina a nord con il comune di Campagnatico, a nord-est con il comune di Roccalbegna, a sud-est con il comune di Manciano, a sud-ovest con il comune di Magliano in Toscana e a nord-ovest con il comune di Grosseto.
Il territorio si estende prevalentemente a quote collinari medio-basse, raggiungendo le altitudini minime in prossimità dei corsi d'acqua a regime torrentizio. La località di Baccinello, con 156 metri s.l.m., fa registrare la quota minima di altitudine tra i vari centri abitati, mentre Murci con i suoi 598 metri s.l.m. risulta l'agglomerato più alto dell'intero territorio comunale. La vetta più alta, tuttavia, è di 651 metri s.l.m. e coincide con la cima dei Poggi Alti, sulla quale è attivo il parco eolico dei Poggi Alti.
- Classificazione sismica: zona 3 (sismicità bassa), Ordinanza PCM 3274 del 20/03/2003

### Clima
In base ai dati medi disponibili per il trentennio 1951-1980 per le tre stazioni meteorologiche situate all'interno del territorio comunale e di seguito riportati nella tabella, la temperatura media annua varia dai +13,0 °C di Scansano (500 metri s.l.m.) ai +14,7 °C di Pomonte (193 metri s.l.m.), passando dai +13,7 °C di Montorgiali (345 metri s.l.m.). Le precipitazioni medie annue, pur presentando una difforme distribuzione nel territorio, risultano quasi ovunque superiori agli 800 mm, oscillando dai 849 mm di Pomonte ai 1.004 di Scansano, passando per gli 869 mm di Montorgiali: a tale riguardo, è ovunque evidente l'influenza dei rilievi sugli accumuli pluviometrici, che comunque tendono generalmente ad aumentare proporzionalmente con l'altitudine.
I 2216 gradi giorno che si registrano nel centro di Scansano includono l'intero territorio comunale in zona E, consentendo l'accensione degli impianti di riscaldamento nel periodo 15 ottobre-15 aprile per un massimo di 14 ore giornaliere.
| Località    | altitudine       | temperatura media annua | precipitazioni medie annue | media di riferimento |
| Montorgiali | 345 metri s.l.m. | 13,7 °C                 | 869 mm                     | 1951-1980            |
| Scansano    | 500 metri s.l.m. | 13,0 °C                 | 1.004 mm                   | 1951-1980            |
| Pomonte     | 193 metri s.l.m. | 14,7 °C                 | 849 mm                     | 1951-1980            |

- Classificazione climatica: zona E, 2216 GG
- Diffusività atmosferica: media, Ibimet CNR 2002

## Storia
Nel territorio di Scansano sono documentati insediamenti etruschi e romani (Ghiaccio Forte, Aia Nova, Scrina di Porco), mentre la prima notizia del centro medievale risale al 918, quando viene nominata una certa curtis Mustia, identificabile con la frazione di Murci. Nel territorio scansanese sorsero nel corso del medioevo numerosi castelli di grande importanza strategica, come Montorgiali, Cotone e Montepò, mentre il castello di Scansano, attestato nel 1274, fu conteso nel XIV secolo tra i conti Aldobrandeschi e i Tolomei di Siena. Nel 1418, Scansano venne ereditato dagli Sforza, assieme all'intera contea di Santa Fiora nella quale era inglobato, a seguito del matrimonio tra Bosio Sforza e Cecilia Aldobrandeschi. Nei primi anni del XVI secolo Scansano crebbe di importanza sempre più, fino a diventare uno dei principali centri della Maremma, aumentando di popolazione e incrementando la propria area urbana. Nel 1615, i conti di Santa Fiora lo vendettero a Cosimo II de' Medici e nel corso del secolo successivo i territori scansanesi conobbero un ulteriore miglioramento economico. La sua importanza crebbe ancora più quando, dopo il 1780, venne regolamentata l'estatatura, che elevò Scansano a vice-capoluogo della provincia di Grosseto, con lo spostamento degli uffici pubblici in estate per il rischio della malaria. Molto attivo nel corso del Risorgimento – con il passaggio della garibaldina colonna Zambianchi – e della Resistenza nel secondo dopoguerra – con la figura di Luigi Canzanelli – Scansano è oggi una località nota in tutta Italia per la produzione del Morellino, vino DOCG della provincia di Grosseto.

### Simboli
Stemma
Lo stemma di Scansano è stato riconosciuto con DPCM del 19 dicembre 1951.
Gonfalone
Il gonfalone è stato concesso con D.P.R. del 1º dicembre 1952.

## Monumenti e luoghi d'interesse

### Architetture religiose

#### Chiese parrocchiali

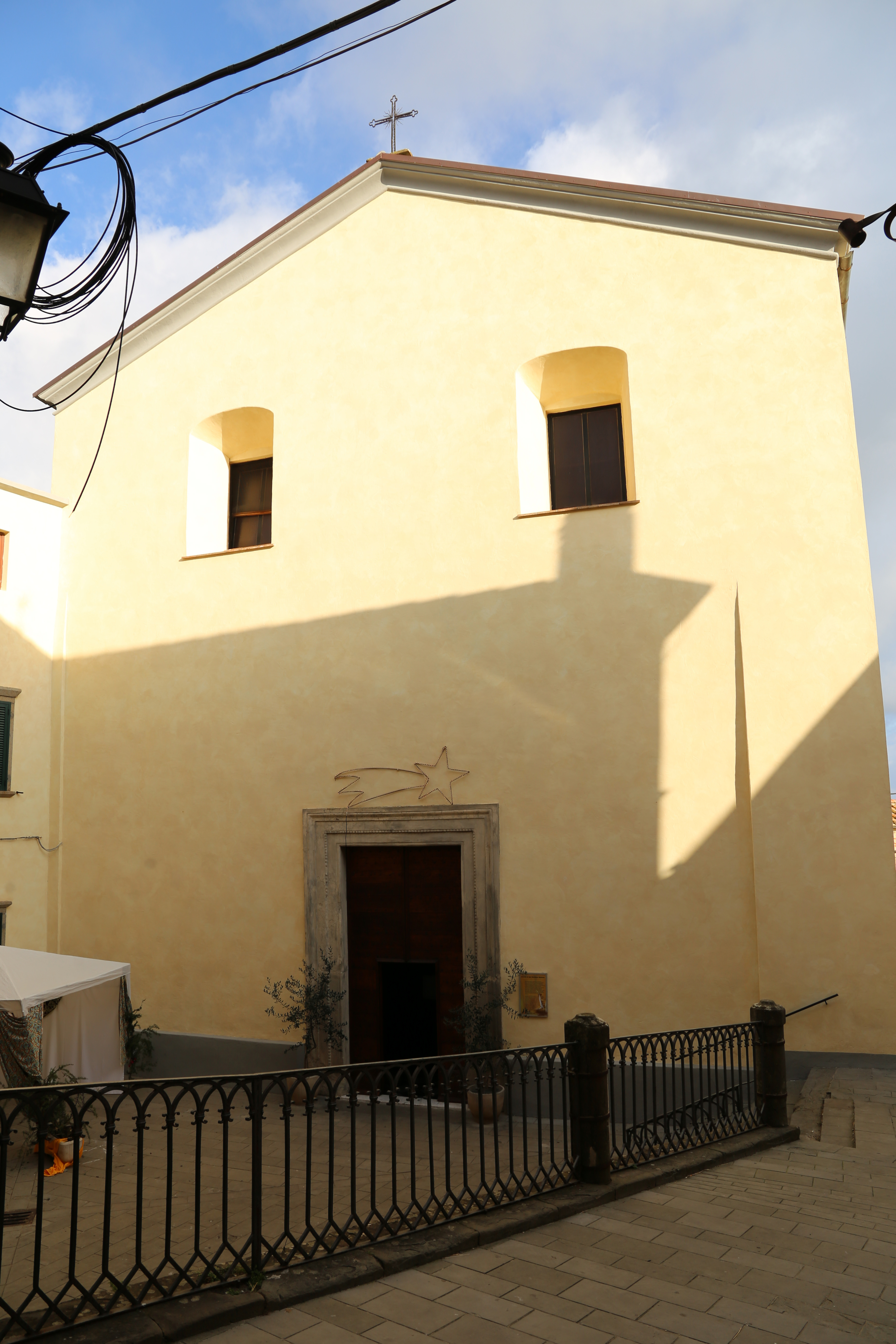
Facciata della chiesa di San Giovanni

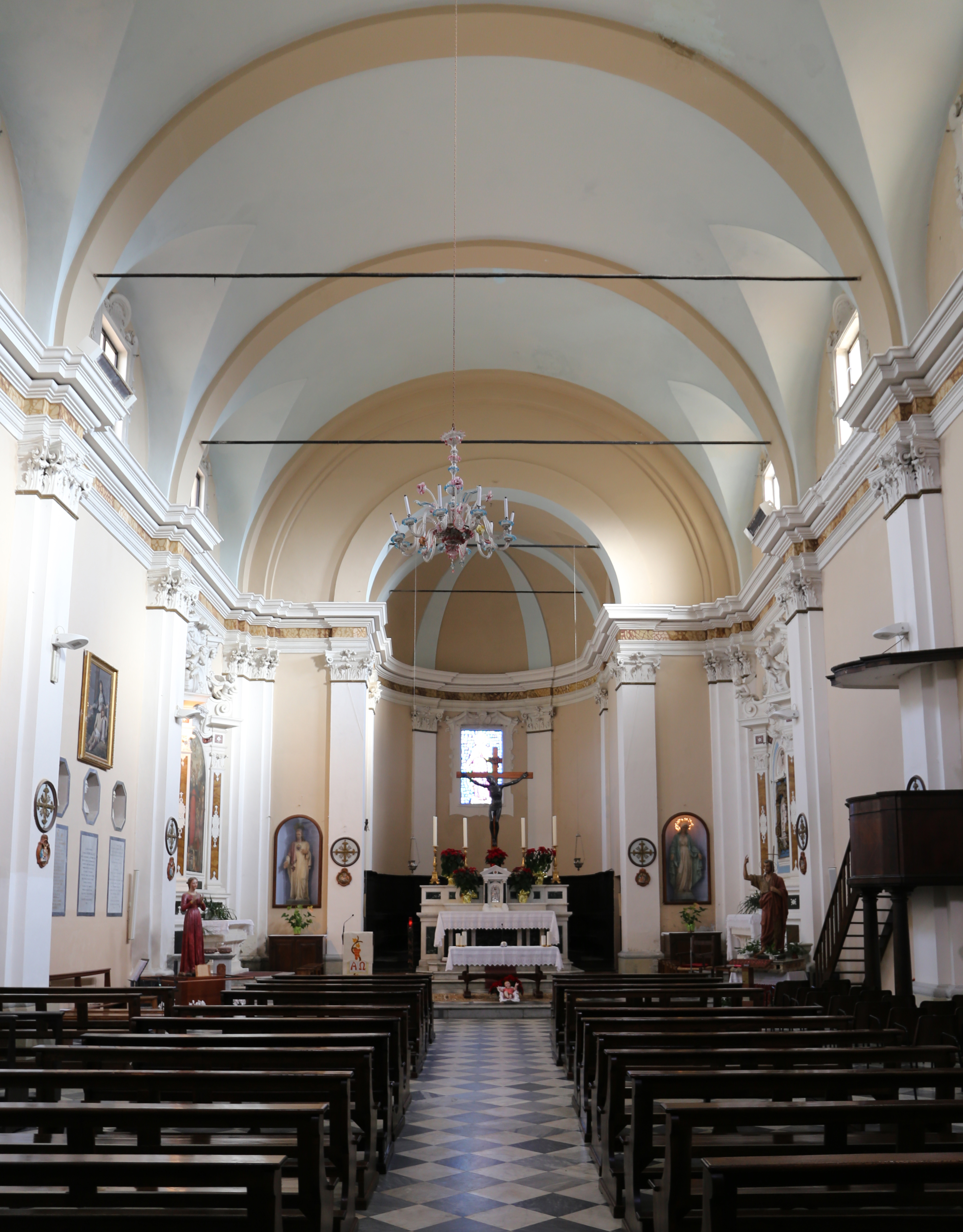
Interno della chiesa di San Giovanni

- Chiesa di San Giovanni Battista, attestata dal 1276, ha subito successive ristrutturazione nel corso del XVIII secolo. All'interno conserva opere d'arte, come il seicentesco Martirio di san Sebastiano di Stefano Volpi, una Madonna col Bambino e sant'Anna di artista senese del XVII secolo, ed una copia, realizzata da Paolo Bosio, della Madonna dell'Uccellino, terracotta invetriata di Andrea della Robbia, poiché l'originale un tempo qui situato è stato trafugato nel 1971. La parrocchia di San Giovanni Battista conta circa 1 500 abitanti.[8]
- Chiesa di San Giovanni Bosco, chiesa parrocchiale della frazione di Baccinello, è stata consacrata il 21 agosto 1977 da Giovanni D'Ascenzi. Il moderno edificio presenta murature in pietra sia all'esterno che all'interno. La parrocchia di Baccinello conta circa 320 abitanti.[9]
- Chiesa di San Biagio, situata nella frazione di Montorgiali, risale al medioevo, ma ha subito pesanti rimaneggiamenti tra il XVII e il XVIII secolo. All'interno sono da segnalare due dipinti di scuola senese della prima metà del XVII secolo, la Nascita della Vergine e la Madonna col Bambino, san Giuseppe e due santi in gloria. Qui era inoltre conservato lo stendardo di Alessandro Casolani oggi custodito nel museo di Palazzo Orsini a Pitigliano. La parrocchia di Montorgiali conta circa 330 abitanti.[10]
- Chiesa di San Domenico, chiesa parrocchiale della frazione di Murci, è stata eretta nel 1861 su probabile progetto di Luigi Vannuccini. All'interno contiene un dipinto seicentesco della Madonna con Bambino, san Domenico e santa Caterina, conosciuto semplicemente come la Madonna della Consolazione o Madonna di Cana, poiché proveniente dalla chiesa della Madonna del Conforto del borgo rocchigiano di Cana. La parrocchia di Murci conta circa 330 abitanti.[11]
- Chiesa del Santissimo Nome di Maria, chiesa parrocchiale della frazione di Pancole, è stata costruita nel 1688 per volontà di Niccolò Gari, capitano di giustizia a Grosseto, ed è stata elevata a parrocchia nel 1785. La parrocchia di Pancole conta circa 440 abitanti.[12]
- Chiesa della Santa Croce, chiesa parrocchiale della frazione di Poggioferro, è ricordata come cappella nel 1729 ed è poi divenuta parrocchia autonoma nel 1785. Fu ristrutturata nel 1933. Al suo interno, nella cappella della Madonna, è custodita la Madonna con il Bambino di Giovanni di Paolo, risalente al 1475 e proveniente dalla chiesa di Cotone. La parrocchia di Poggioferro conta circa 300 abitanti.[13]
- Chiesa di San Matteo, situata a Polveraia, poco fuori dal centro, risale al 1618 ed è caratterizzata da semplici linee architettoniche. Nel 1993 la chiesa subì un furto che la depredò dei suoi dipinti e dei suoi arredi. La parrocchia di Polveraia conta circa 220 abitanti.[14]
- Chiesa di San Benedetto, chiesa parrocchiale della frazione di Pomonte, è stata costruita nel 1967 per volere dell'ente Maremma ed elevata a parrocchia nel 1969. L'interno custodisce il dipinto seicentesco con la Madonna col Bambino in gloria con sant'Antonio abate e san Benedetto, opera proveniente dalla cappella di Sant'Antonio abate della Villa Sforzesca. La parrocchia di Pomonte conta circa 500 abitanti.[15]
- Chiesa di Sant'Isidoro, situata nella frazione di Preselle, è sede della parrocchia dal 6 aprile 1947. La parrocchia di Preselle conta circa 250 abitanti.[16]

#### Chiese minori

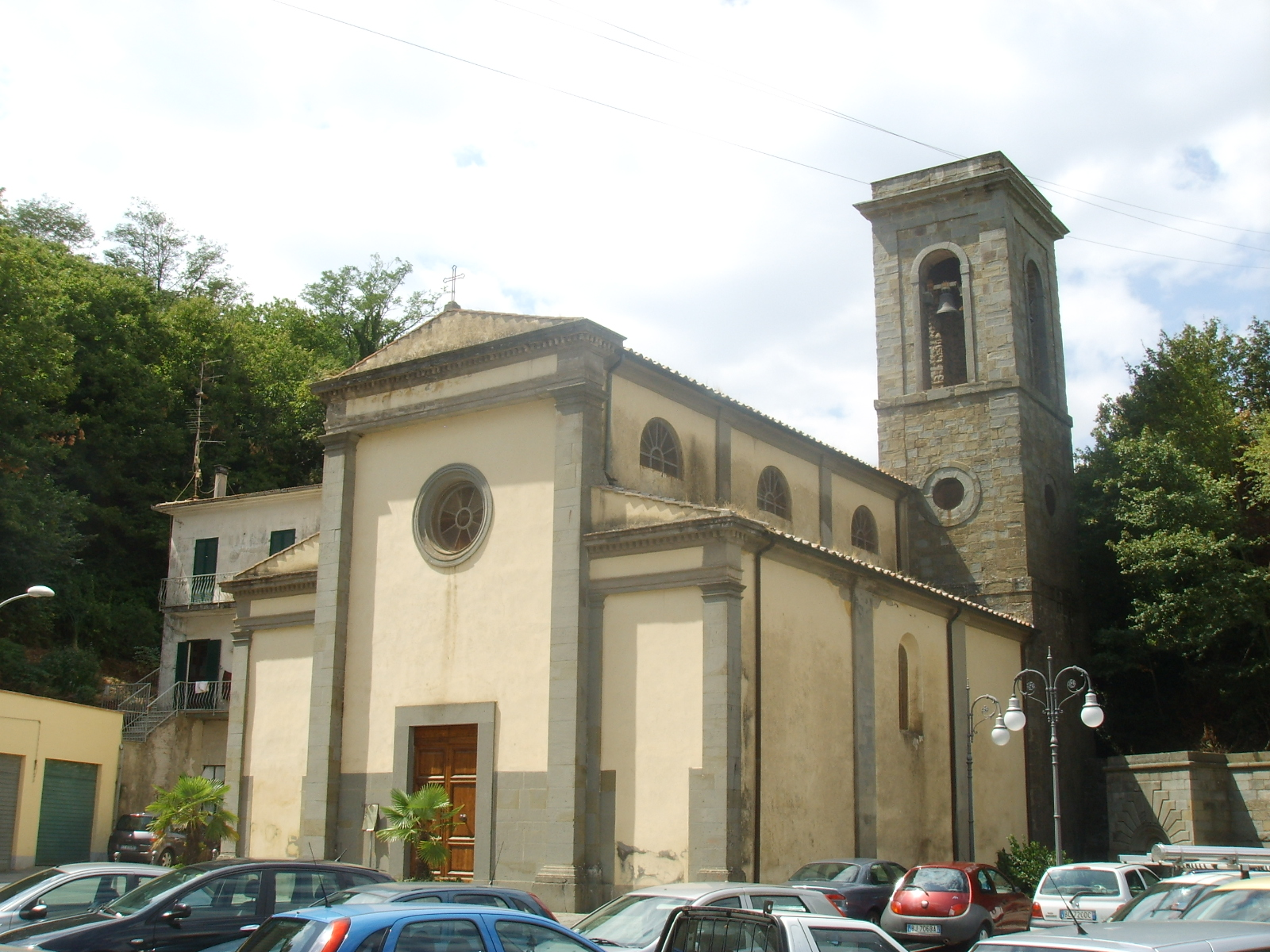
La chiesa della Madonna delle Grazie

- Chiesa della Madonna delle Grazie, detta anche della Botte, è stata costruita nei primi del XVII secolo sul luogo di un'antica cappella rurale. L'attuale edificio è frutto di una radicale ristrutturazione avvenuta dopo il 1862 in seguito ad una violenta alluvione: progettato in forme neoclassiche da Luigi Vannuccini, è stato inaugurato l'8 dicembre 1867. Conserva all'interno la seicentesca pala della Madonna delle Grazie, detta popolarmente anche Madonna della Botte o degli Affrichelli.
- Chiesa della Madonna delle Grazie, situata nella frazione di Polveraia, si tratta di una chiesetta di origini recenti, situata lungo la via principale del borgo.
- Chiesa di San Bartolomeo al Castello di Cotone: ruderi.
- Pieve di San Venanzio al Castello di Cotone: ruderi.

#### Abbazie, conventi e santuari
- Convento del Petreto, situato fuori dal paese prima del bivio per Manciano, ha origini medievali – la tradizione dice che qui nel 1422 predicò san Bernardino – ma ha subito vari rimaneggiamenti nel corso dei secoli successivi. Sopra il portale d'ingresso si trova una lunetta settecentesca con la Madonna col Bambino fra san Francesco e san Pietro, mentre all'interno un'altra lunetta, posta sopra l'altare, raffigura Dio Padre in gloria fra angeli musicanti.
- Santuario di San Giorgio, situato poco fuori dal borgo di Montorgiali, è il luogo dove ogni 23 aprile si svolge la tradizionale festa di San Giorgio, con la rievocazione della battaglia tra il santo e il drago. All'interno è custodita la statua in cartapesta dipinta del XIX secolo che raffigura la scena.

#### Cappelle
- Cappella della Santissima Annunziata, situata a Montorgiali, si tratta di una piccola cappella adiacente alla rocca, costruita in pietra come il resto del complesso fortificato.
- Cappella di Montepò, cappella gentilizia del Castello di Montepò.
- Cappella di San Giuseppe Lavoratore, eretta nel 1956 su iniziativa di Giuseppe Trombetti in località Madrechiesa.
- Cappella di Sant'Anna, situata a Pancole, è stata eretta nel 1827 su iniziativa del pievano Angelini. All'interno accoglie la tela di Sant'Anna, coeva alla costruzione della chiesa.
- Cappella di Sant'Antonio abate, situata a Pomonte, è la cappella gentilizia della villa Sforzesca.

### Architetture civili

#### Palazzi
- Palazzo Pretorio, risalente al XV secolo, era il palazzetto civico del comune di Scansano e mantiene ancora oggi l'aspetto originario con forme semplici e squadrate e le finestre incorniciate in pietra serena. Nel XIX secolo fu anche utilizzato come prigione.
- Palazzo del vecchio ospedale, risalente al XV secolo, era la sede dell'ospedaletto di Scansano. Oggi si presenta come un'abitazione privata.
- Teatro Castagnoli, costruito tra il 1852 e il 1891 – i lavori subirono varie interruzioni – con direzione dei lavori di Augusto Corbi e finanziamento dell'Eredità Agricola del notaio Filippo Castagnoli, è uno dei principali teatri della provincia di Grosseto. Dal 1968 fu adibito a cinematografo e cessò la sua attività nel 1982. Acquisito dal Comune, il teatro è oggi nuovamente aperto.
- Villa Sforzesca, nota anche come fattoria di Pomonte, è stata fatta costruire da Mario Sforza nel 1577, in contemporanea con l'altra villa di Castell'Azzara. Dopo l'annessione al Granducato di Toscana, la villa fu trasformata dai Lorena in fattoria. Oggi risulta in stato di abbandono e degrado.

#### Strutture minerarie
- Miniera di Zolfiere, giacimento di zolfo, cinabro e antimonite coltivato fin dall'epoca degli etruschi. Vi sono stati interventi romani nel corso della guerra contro Pirro d'Epiro e in epoca agustea; i lavori furono successivamente ripresi dagli Aldobrandeschi nel XIII secolo e dagli Sforza nel XV secolo, e continuati nel corso del Settecento e dell'Ottocento dai granduchi di Lorena.
- Area mineraria di Cerreto Piano, posta nella valle dei fossi Viaio e Turbone a circa 11 chilometri da Scansano e 4 chilometri da Pereta. Il giacimento fu scoperto nel 1898 dall'ingegnere Jasinski, direttore delle miniere del Monte Amiata.
- Area mineraria di Baccinello, posta a nord del territorio comunale, ove fu attiva una miniera di lignite dal 19 luglio del 1916 alla fine degli anni cinquanta dello scorso secolo. La Miniera assurse notorietà mondiale il 2 agosto 1958 quando fu ritrovato uno scheletro intero di Oreopithecus bambolii.

### Architetture militari

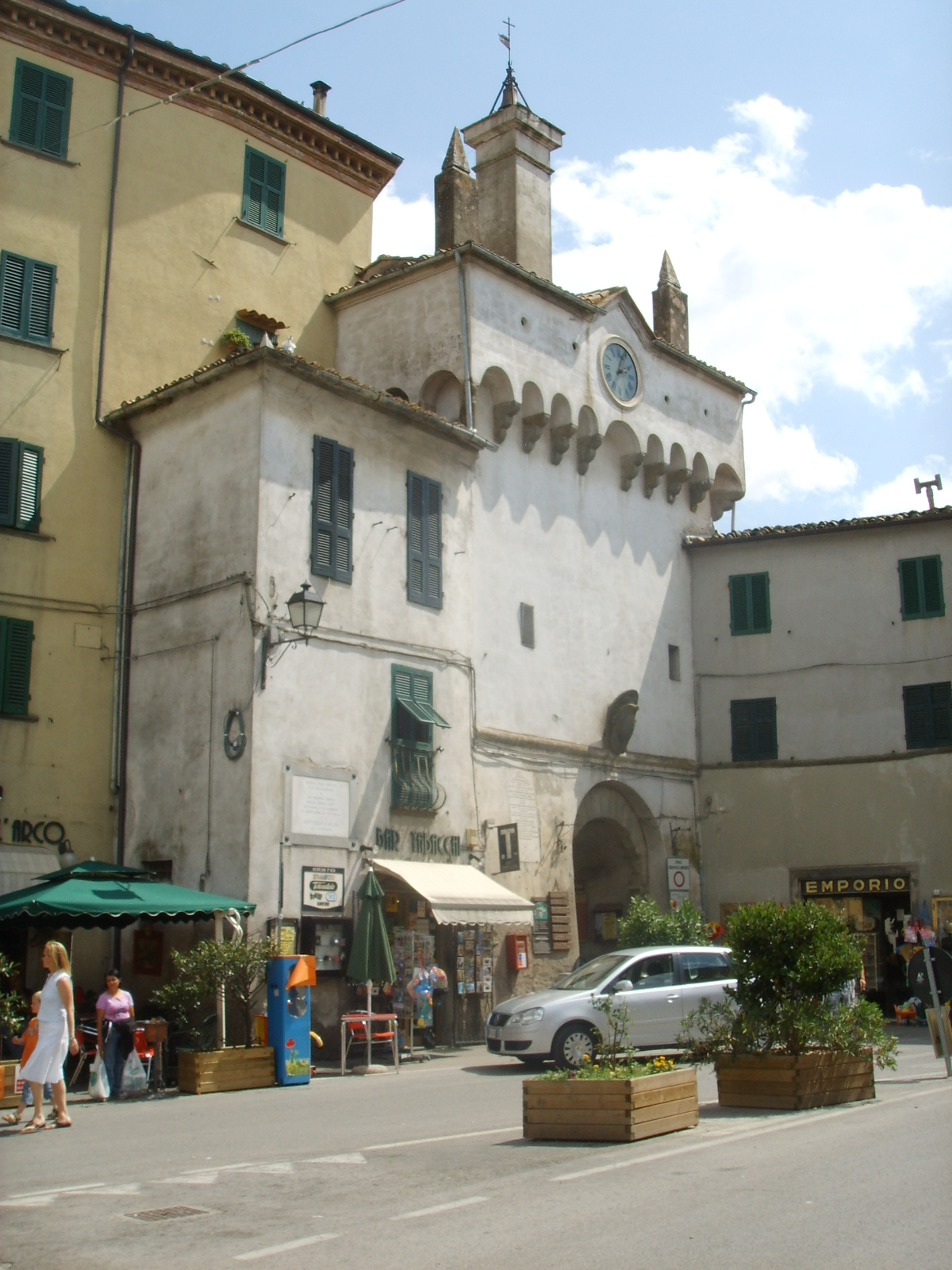
Porta Grossetana a Scansano

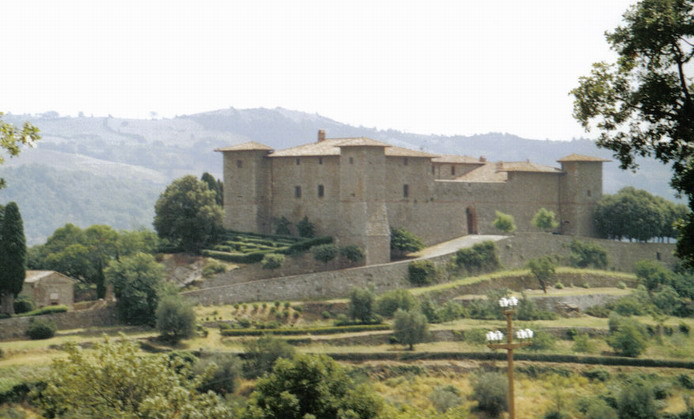
Il Castello di Montepò

#### Cinte murarie
- Mura di Scansano: il nucleo originario fu costruito dagli Aldobrandeschi a partire dal XII secolo, poi completato nel corso del secolo successivo. Nel XV secolo furono effettuati numerosi interventi di riqualificazione, tra i quali l'aggiunta di una torre di avvistamento e la ricostruzione della porta di accesso al borgo (XVI secolo). Rimangono visibili la torre di avvistamento quattrocentesca a sezione circolare sul lato orientale e la caratteristica Porta Grossetana sul lato occidentale.

#### Castelli
- Castello di Montorgiali, sorto nel corso del XII secolo come possedimento dei conti di Montorgiali, vassalli del ramo di Santa Fiora della famiglia Aldobrandeschi, se ne ha un primo riferimento in una bolla del papa Clemente III risalente al 1188, diretta al vescovo di Grosseto Gualfredo in cui si legge: «quicquid juris habes in castello et curte et districtu Montis Orzalis». Nel XVIII secolo il castello finì in mano a privati e nel corso dell'ultimo secolo è stato diviso in più unità abitative.
- Castello di Montepò, testimoniato per la prima volta nel privilegio di Clemente III del 1188 per la chiesa di Sovana, fu proprietà prima dei signori di Cotone, poi dei Sergardi di Siena. Trasformato in fattoria fortificata nel XV secolo, è stato recentemente riportato agli antichi splendori.
- Castello di Cotone, importante centro del territorio scansanese, attestato per la prima volta in un documento del 1226. Divenuto proprietà dei senesi nel XIV secolo, fu abbandonato a partire dal 1592. Attualmente ne sono visibili gli imponenti ruderi.

### Altro
- Monumento a Giuseppe Garibaldi: monumento in onore del patriota italiano posizionato all'entrata del centro storico, presso l'omonima piazza, nel 1887.
- Monumento ai caduti: monumento posto al centro del borgo di Montorgiali.
- Parco eolico dei Poggi Alti: progettato nel 2005 e realizzato nel 2006 dalla ditta spagnola Gamesa, è stato il primo impianto di produzione di energia eolica (dieci pale) realizzato in provincia di Grosseto. L'inaugurazione è avvenuta nel gennaio 2007.

### Siti archeologici
- Aia Nova, area scavata tra il 1987 e il 1990, ha permesso di riportare alla luce una grande villa produttiva romana, interessante per la presenza di un impianto termale e di alcune decorazioni sui pavimenti e le pareti. L'area non è al momento visitabile.
- Civitella, resti di una villa romana tardo-repubblicana, rioccupata fino al III secolo su insediamento etrusco del VI secolo a.C.. Attualmente non visitabile.
- Ghiaccio Forte, area archeologica di grande interesse, fu scoperto nel 1970. Qui è stato rinvenuto un insediamento fortificato etrusco, costruito su un precedente santuario risalente al VI secolo a.C. I materiali dell'abitato e le offerte votive di bronzo e di terracotta del santuario sono esposti al museo archeologico di Scansano. L'area archeologica è provvista di pannelli esplicativi e visitabile liberamente.
- Necropoli di Poggio Marcuccio, costituita da quattro tombe a camera e una tomba a fossa, è stata utilizzata tra il VI e il V secolo a.C. Attualmente non visitabile.
- Poderuccio, area archeologica situata nei pressi di Poggioferro; qui è stato rinvenuto un insediamento medievale con tanto di sepolcreto. Attualmente non visitabile.
- Scrina di Porco, località in cui sono stati rinvenuti i resti di un'antica fattoria romana.

## Società

### Evoluzione demografica
Abitanti censiti

### Distribuzione degli abitanti
| Frazioni             | Abitanti (2011) | Altitudine |
| -------------------- | --------------- | ---------- |
| Scansano (capoluogo) | 1 447           | 500        |
| Pancole              | 343             | 462        |
| Baccinello           | 271             | 156        |
| Poggioferro          | 197             | 488        |
| Murci                | 173             | 595        |
| Montorgiali          | 162             | 330        |
| Preselle             | 130             | 114        |
| Polveraia            | 107             | 272        |
| Pomonte              | 59              | 140        |
| Altre località       | 1 645           | -          |

### Etnie e minoranze straniere
Secondo i dati ISTAT al 31 dicembre 2009 la popolazione straniera residente era di 641 persone. Le nazionalità maggiormente rappresentate in base alla loro percentuale sul totale della popolazione residente erano:
- Romania, 136 - 2,95%
- Albania, 131 - 2,84%
- Marocco, 79 - 1,71%
- Germania, 78 - 1,69%
- Ucraina, 69 - 1,50%

### Tradizioni e folclore
- Festa di San Giorgio: tradizionale festa che si svolge a Montorgiali la domenica più vicina al 23 aprile, giorno in cui, secondo la leggenda, il santo sarebbe riuscito a sconfiggere il drago che si aggirava nel territorio di Montorgiali. La festa è caratterizzata dal corteo storico con corsa di cavalli che dal paese va verso il santuario di San Giorgio.[19]

## Cultura

### Istruzione

#### Biblioteche
La Biblioteca comunale Aldo Busatti è situata in via Diaz e fa parte del sistema bibliotecario provinciale di Grosseto. È stata inaugurata nel giugno del 2009 e possiede un patrimonio librario di circa 5 000 volumi.

#### Musei
Il comune di Scansano dispone di due musei che insieme formano un unico polo museale all'interno dell'antico Palazzo Pretorio. Il complesso fa parte della rete provinciale Musei di Maremma:
- Museo archeologico e della vite e del vino

### Eventi
- Cavalcata di San Giorgio, si svolge ogni anno a Montorgiali il 23 aprile, giorno della festa del santo, ed ha come meta finale il santuario di San Giorgio nei pressi della frazione.
- Ogni prima domenica di maggio, in località Materozzo nei pressi di Murci, si tiene una cerimonia commemorativa in ricordo del tenente Luigi Canzanelli, ucciso sul posto.
- Ogni anno a settembre si tiene la Festa dell'Uva per le vie del paese. Caratteristiche di tale festa sono le cantine storiche nelle quali è possibile degustare il Morellino di Scansano.

## Geografia antropica

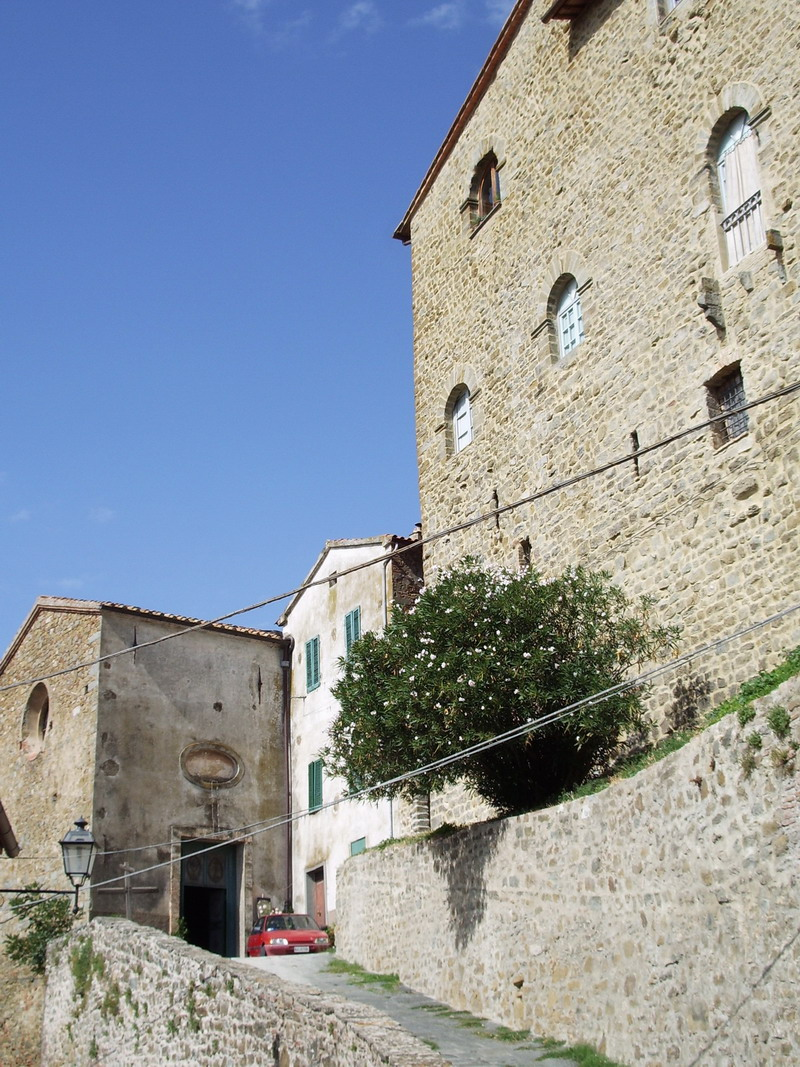
Montorgiali, il castello e la chiesa di San Biagio

### Frazioni
- Baccinello, località mineraria nota per il ritrovamento all'interno della vecchia miniera di lignite dell'ominide Oreopithecus bambolii.
- Montorgiali, di origini medievali, è situata a nord-ovest di Scansano. Vi si trovano il castello, la chiesa di San Biagio, sul lato sinistro del castello e il santuario di San Giorgio, antica pieve rurale trasformata prima in romitorio, e poi in santuario.
- Murci, frazione sviluppatasi nell'estremità nord-orientale del comune, è meta di turisti ed escursionisti.
- Pancole, piccola frazione situata sulla ex strada statale 322 delle Collacchie che collega Scansano a Grosseto, ospita uno dei maggiori cimiteri del comune. Vi si trova la chiesa del Santissimo Nome di Maria, la cui parrocchia fu costituita nel 1785 con territorio staccato da Montorgiali.
- Poggioferro, situata a nord-est di Scansano sulla ex strada statale 323 Amiatina, è sorta come villaggio di pastori verso la fine del XVI secolo, accogliendo parte della popolazione del Cotone e immigrati del Casentino.
- Polveraia, situata a nord di Scansano, nacque come agglomerato alle dipendenze del Castello di Cotone. Con l'abbandono del Castello, Polveraia accolse i suoi abitanti.
- Pomonte, piccolo agglomerato posto a sud del territorio comunale, deve la sua fama alla fattoria cinquecentesca costruita da Alessandro e Mario Sforza, conti di Santa Fiora.
- Preselle, piccolo agglomerato situato sulla ex strada statale 322 delle Collacchie, all'estremità nord-occidentale del territorio comunale, a metà strada tra Istia d'Ombrone e Montorgiali. Vi si trovano i principali poderi e aziende che producono il Morellino di Scansano.

### Altre località del territorio
Tra le numerose borgate e località rurali del territorio scansanese si ricordano: Aquilaia, Bivio Montorgiali, Casa d'Orti, Case Belardi, Cerreto Piano, Chiesa Vecchia Giù, Cotone, Diaccialone, Fontalcarpine, Il Luogo, La Croce, Madrechiesa, Mandorlaie, Montepò, Perazzeta, Podere Lamaccione, Poggi Alti, Salaioli, San Giorgio, Saragiolo, Zolfiere.

## Infrastrutture e trasporti
Il territorio comunale di Scansano non possiede stazioni ferroviarie o strade di grande comunicazione nel proprio territorio comunale. Le principali vie sono le strade provinciali: la strada provinciale 159 Scansanese, che collega il centro ad ovest con Grosseto, attraversando i borghi di Pancole, Montorgiali, Preselle e Istia d'Ombrone, e ad est con Manciano, passando dalla frazione di Pomonte; la strada provinciale 160 Amiatina, che collega Scansano a nord con il Monte Amiata, passando per le frazioni di Poggioferro e Murci, e a sud con Magliano in Toscana.

## Amministrazione
| Periodo        | Periodo        | Primo cittadino           | Partito         | Carica  | Note |
| -------------- | -------------- | ------------------------- | --------------- | ------- | ---- |
| 28 aprile 1997 | 30 maggio 2006 | Giovanni Battista Biserni | centro-sinistra | Sindaco |      |
| 30 maggio 2006 | 21 aprile 2011 | Marzio Flavio Morini      | centro-sinistra | Sindaco |      |
| 17 maggio 2011 | 6 giugno 2016  | Sabrina Cavezzini         | centro-sinistra | Sindaco |      |
| 17 giugno 2016 | 5 ottobre 2021 | Francesco Marchi          | centro-sinistra | Sindaco |      |
| 5 ottobre 2021 | in carica      | Maria Bice Ginesi         | centro-sinistra | Sindaco |      |

## Sport
Ha sede nel Comune la società di calcio ASD Polisportiva Scansano, militante in terza categoria.